# Knabstrup

Cavallo Knabstrup

Il Knabstrup o Knabstrupper è un cavallo danese, noto per il mantello maculato. Prende il nome dall'allevamento danese in cui fu ottenuto, la tenuta del giudice Lunn.
Altre caratteristiche sono la sclera oculare di colore bianco, macchie di color carne attorno alle aperture naturali e strisce chiare sugli zoccoli.

## Storia della razza

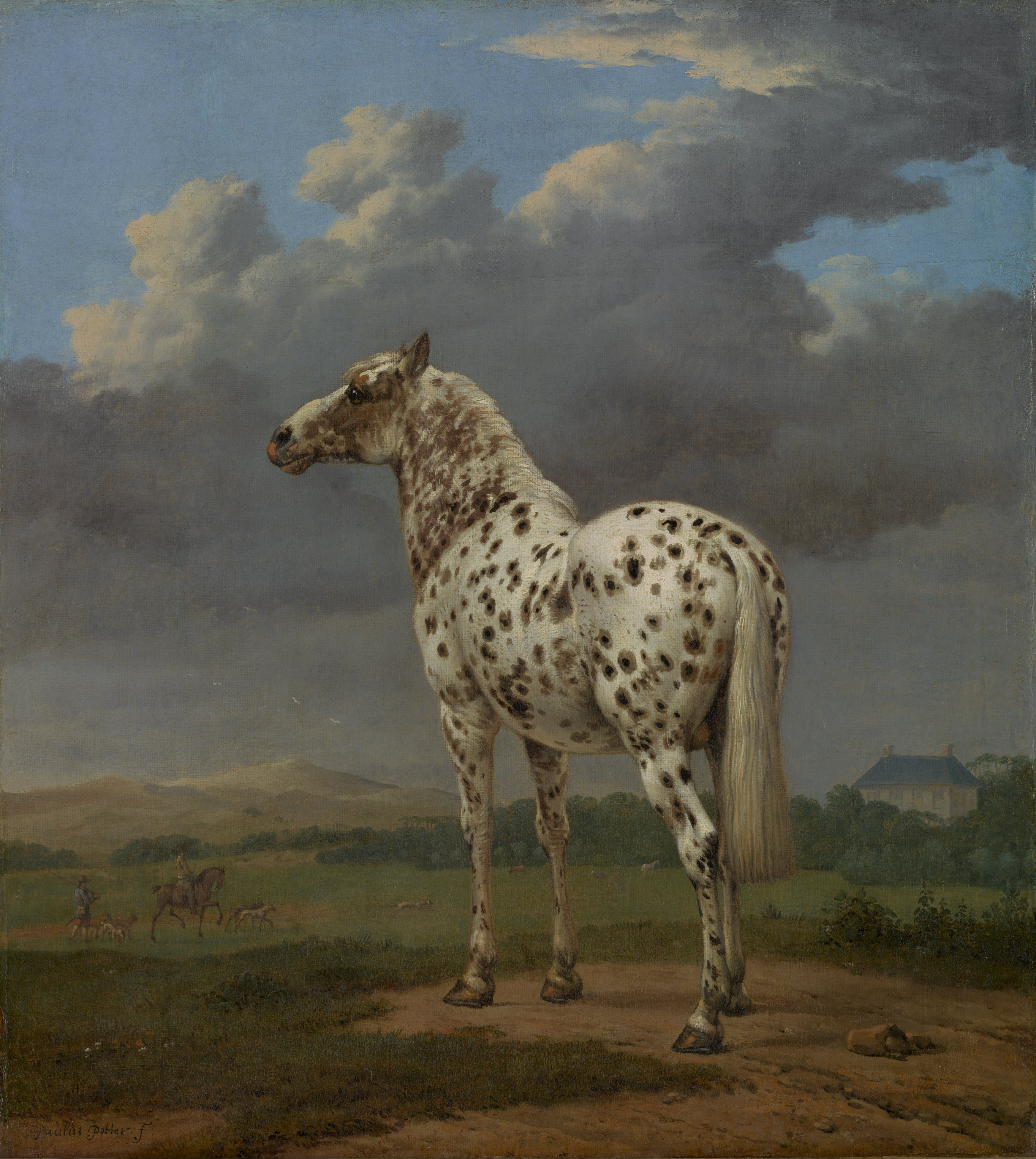
Stallone maculato (Paulus Potter, circa 1650).

Le prime testimonianze di cavalli dal manto maculato sono antichissime. Nelle grotte di Lascaux e di Peche-Merle, in Francia, sono state rinvenute delle pitture rupestri che raffigurano cavalli macchiati, risalenti a circa 18000 anni a.C.
A partire dall'800 d.C. l'Austria ebbe un ruolo importantissimo nella diffusione del cavallo macchiato nell'ovest e nel nord Europa. I quadri di Johann Georg de Hamilton dimostrano l'esistenza a quell'epoca di diversi mantelli. Il cavallo macchiato fu esportato in diversi paesi come la Danimarca che però non seppe preservare il loro mantello caratteristico. Nel '700 era stato “cancellato” dal cavallo di colore grigio.
Il mantello maculato ritornò in Danimarca ai primi dell'800. L'attuale razza si fa risalire ad una fattrice maculata di ascendenza andalusa, Flaebehoppen ("il cavallo di Flaebe"), dal nome del macellaio che l'acquistò da un ufficiale spagnolo cedendola poi al giudice Lunn, che la fece riprodurre nella sua tenuta di Knabstrup. La fattrice si segnalò per la sua velocità e resistenza. Nel 1808 fu accoppiata con uno stallone Frederiksborg e generò una discendenza di cavalli maculati. Suo nipote, Mikkel, è lo stallone fondatore della razza.
I Knabstrup sono per lo più bianchi con macchie baio scuro e nere su testa, corpo e zampe. Il tipo vecchio era robusto, con una testa piuttosto piccola e affilata, spalle e collo forti tanto che lo rendevano anche adatto al traino. Gli incroci, con i quali si cercava solo di ottenere il mantello maculato, senza tener conto di costituzione e conformazione, e accoppiamenti tra consanguinei causarono il deterioramento della razza. Nel 1891, un incendio nelle scuderie della famiglia Lunn uccise 22 dei suoi migliori cavalli da riproduzione. Nel 1900, il numero e la qualità della razza erano notevolmente diminuiti.
La ripresa della razza si ebbe dopo il 1970, quando un gruppo di allevatori fondò il Registro Knabstrupper (Knn), e un allevatore, Frede Nielsen, importò tre stalloni Appaloosa, per immettere sangue nuovo nella razza. Furono utilizzati anche stalloni Danish warmblood, Trakehner e Holsteiner, per alleggerire la razza.
Oggi i Knabstrup sono eleganti e con struttura solida; ottimi cavalli da circo e particolarmente adatti al turismo equestre.

## Genetica

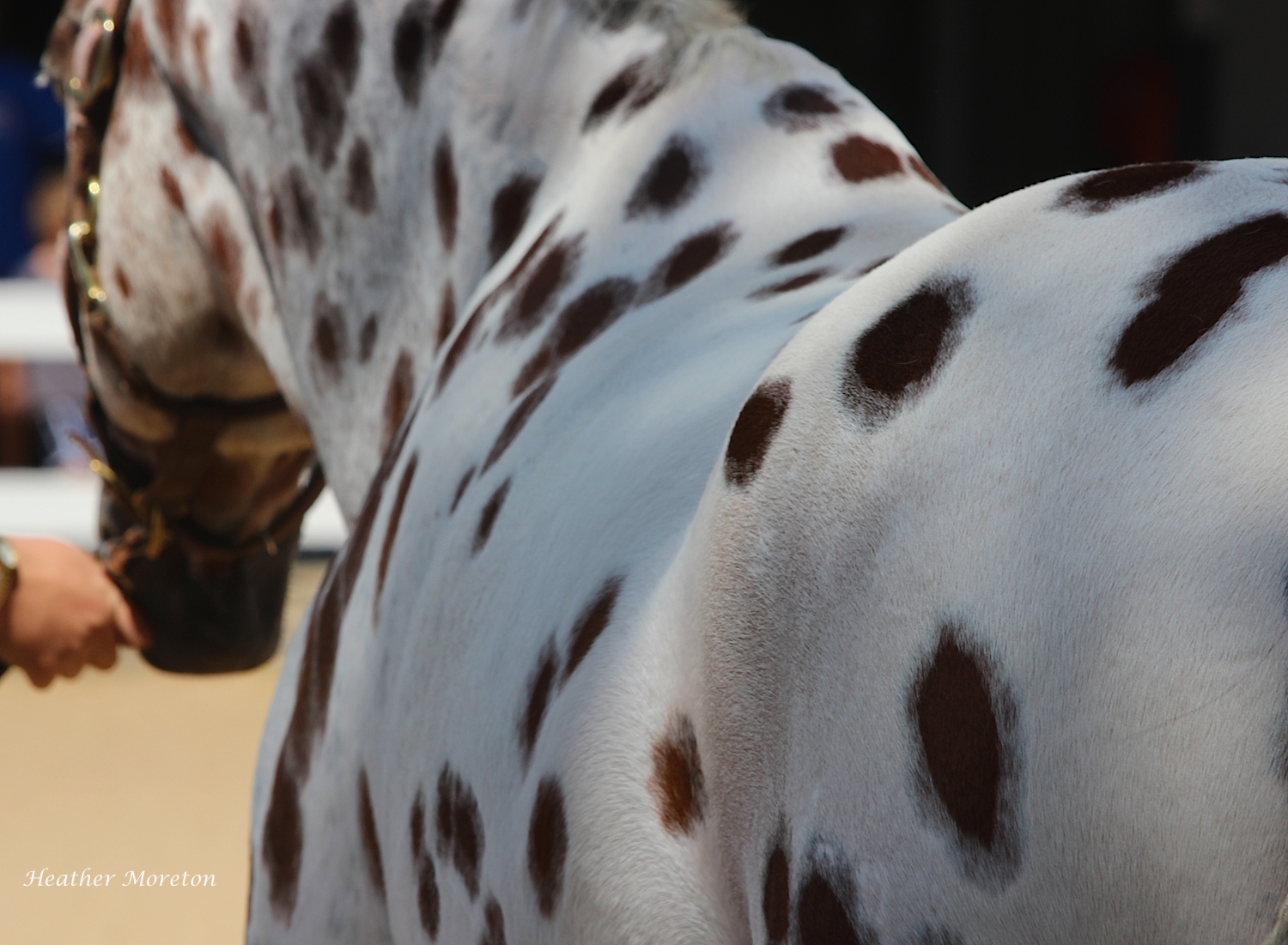
Mantello maculato di un Knabstrup

Il gene delle macchie è chiamato ”Leopard complex”, presente anche in altre razze di cavalli, quale l'Appaloosa.
Quando è doppio, cioè in forma omozigote dominante (LP/LP), si manifesta con una colorazione prevalentemente bianca: il cavallo viene detto “few spot leopard” (poche macchie) o “white-born” (nato bianco), perché ha poche macchie di colore nel fianco, gomito, collo e testa.
Con qualunque cavallo un “white-born” venga incrociato, nascerà sempre un puledrino a macchie. Per ironia della sorte, nell'800, quando non erano ben chiare le leggi della genetica, i cavalli con il gene LP dominante, erano scartati perché non particolarmente belli.

## Curiosità
Era un Knabstrup il cavallo bianco a pois, amico di Pippi Calzelunghe.